# Bregovo
Bregovo (en búlgaro: Брегово) es una ciudad de Bulgaria en la provincia de Vidin.

## Geografía
Se encuentra a una altitud de 49 m s. n. m. a 222 km de la capital nacional, Sofía.

## Demografía
Según estimación 2012 contaba con una población de 2 205 habitantes.
|         | 2004  | 2005  | 2006  | 2007  | 2008  | 2009  | 2010  |
| Mujeres | 1 496 | 1 466 | 1 439 | 1 430 | 1 402 | 1 377 | 1 346 |
| Varones | 1 345 | 1 325 | 1 288 | 1 263 | 1 240 | 1 215 | 1 206 |
| Total   | 2 841 | 2 791 | 2 727 | 2 693 | 2 642 | 2 592 | 2 552 |